# 860
860 (DCCCLX) var ett skottår som började en måndag i den julianska kalendern.

## Händelser

### Juni
- 7 juni – Ludvig den tyske avsäger sig sina anspråk på Västfrankien i ett fördrag undertecknat i Koblenz.

### December
- 20 december – Vid Æthelbalds död efterträds han som kung av Wessex av sin bror Æthelberht.

### Okänt datum
- Varjagerna gör sitt första anfall mot Bysans vilket leder till belägringen av Konstantinopel (860).
- Karl den skallige börjar uppföra fortifikationer till skydd mot vikingarna.
- Vikingar anfaller de franska städerna Arles och Nîmes.
- Kyrillos och Methodius besöker khazarerna.
- Vikingar landstiger på Island för första gången.
- Det ryska riket grundlägges av svenska utvandrare under furst Rurik. Dennes furstehus behåller Rysslands tron till år 1598.

## Födda
- 15 augusti – Robert I, kung av Västfrankiska riket 922–923 (född detta år, 865 eller 866)
- Gånge-Rolf, viking
- Bertila av Spoleto, tysk-romersk kejsarinna och drottning av Italien.

## Avlidna
- 20 december – Æthelbald, kung av England sedan 856